# فرودگاه اوشن نیوجرسی سیتی
فرودگاه اوشن نیوجرسی سیتی (به انگلیسی: Ocean City Municipal Airport (New Jersey)) یک فرودگاه همگانی بهره‌برداری هوایی است که یک باند فرود آسفالت دارد و طول باند آن ۹۰۶ متر است. این فرودگاه در کشور ایالات متحده آمریکا قرار دارد و در ارتفاع ۲ متری از سطح دریا واقع شده‌است.